# 梁膺庸
梁膺庸（1913年—1998年12月13日），山西繁峙县人，中华人民共和国政治人物。

## 生平
1933年参加革命工作，同年5月加入中国共产主义青年团，同年7月转入中国共产党，曾任中共江苏省委组织部巡视员、干事，牺盟会四区负责人，山西西青年抗敌决死队团政治部主任，二战区随营军政干部总校教育主任，山西民族革命大学办公厅副主任，晋西北行署教育处副处长、秘书处处长，晋西北四专署专员，晋绥二专署专员等职。
中华人民共和国成立后，历任中共中央华北局秘书处处长、办公厅副主任、副秘书长；国家建委委员、秘书长，中华人民共和国化学工业部副部长、党组副书记；1961年11月至1962年6月，担任化工部代理部长。高扬继任后，他改任副书记（1961年11月至1964年）。1966年5月至1970年，担任化学工业部副书记。1981年，任顾问。1982年离休。1998年12月13目在北京逝世，享年85岁。